# Stormlord (band)

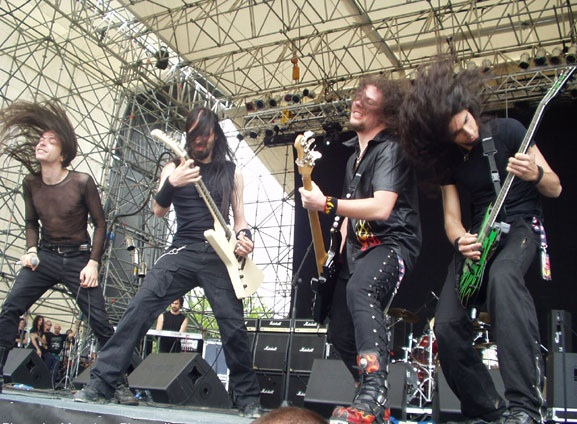
Stormlord

Stormlord is een Italiaanse metalband. Opgericht in 1991 begonnen zij als een normale deathmetalband. Geleidelijk aan implementeerden zij keyboards in hun muziek om zo een vollere, heroïsche sfeer te creëren. Hier bleef het echter niet bij, de band veranderde ook hun klank van deathmetal naar meer symfonische black metal op het album Where My Spirit Forever Shall Be. Kenmerkend voor Stormlord werden de razendsnelle drums en basslijnen, ondersteund door epische keyboards die verder werden aangevuld door schelle vocalen in zowel Latijn als Engels. Na dit album veranderde Stormlord weer hun muziekstijl naar een rauwere vorm van melodische speedmetal. De snelle drums, basslijntjes en epische keyboards bleven echter.
De thematiek van Stormlord is sterk veranderd. Lag vroeger vooral de nadruk op vooral hun oude Italiaanse cultuur (de Romeinen) en de daarbij verbonden mythologie en epische veldslagen, tegenwoordig concentreert Stormlord zich meer op mythologie en shock/horrorthema's onder andere uit de literatuur, zoals zombies e.d.
Sinds de oprichting in 1991 heeft de band reeds verschillende bezettingen gehad.
Huidige bezetting:
- Cristiano Borchi  (zang)
- Pierang Giglioni  (gitaar)
- Gianpaolo Caprino (gitaar)
- David Folchitto   (drums)
- Francesco Bucci   (basgitaar)
- Simone Scazzoc    (keyboards)

Op de meeste albums stond A.G. Volgar van Deviate Damaen in voor de 'opera-vocals'.

## Discografie
Demo's
- Demo (1992)
- Black Knight (1993)

Albums/ep's
- Dawn Of Gods (1995)
- Under The Sign Of The Sword (1997)
- Where My Spirit Forever Shall Be (1998)
- Supreme Art Of War (1999)
- Beyond The Realm Of Death (2000)
- The Curse Of Medusa (2001)
- At The Gates Of Utopia (2001)
- The Gorgon Cult (2004)
- Mare Nostrum (2008)
- Hesperia (2013)
- Far (2019)